# Бо, Жакмин
Жакмин Бо (фр. Jacquemine Baud) — французская биатлонистка. Выступает за спортивный клуб «Виллар-де-Ланс».

## Карьера
В Кубке Европы впервые приняла участие в сезоне 2006/2007 на этапе во французском От-Морьене, где в спринте среди юниоров финишировала 10-й, а в гонке преследования — 6-й. Лучшим результатом, показанным в Кубке Европы в юниорском возрасте, является 3-е место в сезоне 2007/2008 в спринте на этапе во французском Вальромео.
С сезона 2010/2011 выступает среди взрослых. Наивысшим достижением в Кубке IBU является победа в индивидуальной гонке в сезоне 2011/2012 на этапе в итальянском Форни-Авольтри.
В Кубке мира дебютировала в сезоне 2011/2012 на этапе в чешском Нове-Место. В индивидуальной гонке она заняла 64-е место, в спринте — 71-е.
Серебряный призёр чемпионата Франции по биатлону 2013 года в масс-старте.
Завершила карьеру в 2014 году.

### Участие в Чемпионатах Европы
| Год  | Место проведения | Инд | Спр | Прс | Эст |
| 2011 | ЧЕ Валь-Риданна  | 11  | 12  | 6   | 7   |
| 2013 | ЧЕ Банско        | 11  | 8   | 6   | —   |
| 2014 | ЧЕ Нове-Место    | 15  | 10  | 6   | 5   |